# Kobi (Ndelele)
Pour les articles homonymes, voir Kobi (homonymie).
Kobi est un village du Cameroun, situé dans la région de l'Est et dans le département de la Kadey. Il est localisé dans la commune de Ndelele.

## Population
Kobi fait partie du canton kaka mbessembo. En 1965, 617 habitants sont recensés à Kobi principalement des kaka.
Le recensement de 2005 y dénombre 810 habitants dont 390 de sexe masculin et 420 de sexe féminin.

## Infrastructures
Kobi est dispose notamment d'un magasin, d'un marché périodique ouvert les vendredis, d'un poste agricole, de quelques écoles primaires, d'un puits d'eau.